# 于琛澂

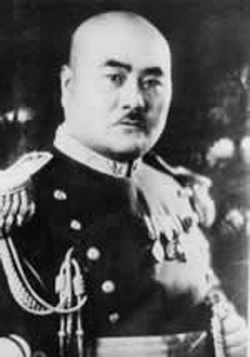

于琛澂（1887年—1944年）字险洲、险舟，吉林将軍管轄区阿勒楚喀副都統管轄区双城堡（今黑龙江省双城市）人，祖籍山東省蓬莱县（今蓬莱市）。中華民国、满洲国军事将领。

## 生平
于琛澂毕业于北洋陸軍速成学堂第3期騎兵科。1908年（光緒34年）冬，赴黑龙江省从事軍務。1917年（民国6年），升任团長。1920年（民国9年）11月，转赴吉林省。
1922年（民国11年）6月，于琛澂升任暫編吉林陸軍第1旅旅長。翌月，任第3混成旅旅長。翌年1月，任東三省陸軍歩兵第10旅旅長兼吉林剿匪司令。1925年（民国14年），升任東北陸軍第16師師長。1927年（民国16年），隶属吴俊陞所率安国軍第6方面軍。翌年6月，奉系敗北，張作霖在皇姑屯事件中死亡，張学良对奉军进行縮編。于琛澂此时被罢免軍職。
1932年（民国21年）1月，于琛澂参加满洲国建国，任吉林剿匪司令。翌月，攻占哈尔滨。3月，满洲国正式成立，于琛澂被任命为東省铁路護路軍副司令。翌年，升任总司令，并兼任依蘭地区警備司令。1934年（康德元年）7月，任第4軍管区司令官兼北满铁路護路軍总司令。翌年，改任第1軍管区司令官，获授陸軍上将銜。1937年（康德4年）3月，兼任奉天地区警備司令部司令官，7月兼任三江省省長。
1939年（康德6年）4月，于琛澂被任命为治安部大臣，升陸軍上将。然而，他後来因過度飲酒而在关東軍高官面前失態。因此，他于1942年（康德9年）9月被罷免。1944年（康德11年），于琛澂病逝。享年58岁。